# C.Gambino
Karar Ali Salem Ramadan (4 de abril de 1998 – 4 de junio de 2024), conocido por su nombre artístico C.Gambino, fue un rapero enmascarado sueco que firmó con Warner Music Suecia.

## Carrera
Proveniente de Angered, Gotemburgo, comenzó a lanzar música en 2019. Su primer álbum, Sin City, fue lanzado en 2022. Sus sencillos "Automatic" y "Svar" alcanzaron el número uno en las listas suecas. Su EP colaborativo M.O.B, con su compañero rapero 23, y su álbum In Memory of Some Stand Up Guys también alcanzaron el número 1 en la lista de álbumes sueca.

## Muerte
La noche del 4 de junio de 2024, Ramadan fue tiroteado en un garaje ubicado en Gotemburgo. Fue ingresado en el hospital, donde murió a causa de sus heridas. Tenía 26 años.

## Discografía

### Álbumes de estudio
| Sin City                                                                                | - Lanzado: 7 de enero de 2022 - Sello: Asylum Nordics, Warner - Formato: Descarga digital, streaming | 2 | —  | —  | — |
| In Memory of Some Stand Up Guys                                                         | - Lanzado: 5 de enero de 2024 - Sello: Asylum Nordics, Warner - Formato: Descarga digital, streaming | 1 | 33 | 22 | 6 |
| "—" denota una grabación que no entró en las listas o no fue lanzada en ese territorio. | |   |    |    |   |

### EPs
| Demons No Angels (DNA)                                                                  | - Lanzado: 18 de diciembre de 2020 - Sello: Asylum Nordics, Warner - Formato: Descarga digital, streaming | 42 | —  |
| M.O.B (con 23)                                                                          | - Lanzado: 5 de enero de 2023 - Sello: Paid in Full - Formato: Descarga digital, streaming                | 1  | 32 |
| Silent Hills                                                                            | - Lanzado: 3 de noviembre de 2023 - Sello: Asylum Nordics, Warner - Formato: Descarga digital, streaming  | —  | —  |
| "—" denota una grabación que no entró en las listas o no fue lanzada en ese territorio. | |    |    |

### Singles
| "Rebell"                                                                                | 2019 | —  | — | — |                   | Sencillo que no forma parte del álbum |
| "Buntar" (con sv)                                                                       | 2019 | —  | — | — |                   | Sencillo que no forma parte del álbum |
| "Lala"                                                                                  | 2020 | —  | — | — |                   | Sencillo que no forma parte del álbum |
| "Nada"                                                                                  | 2020 | —  | — | — |                   | Sencillo que no forma parte del álbum |
| "Redo"                                                                                  | 2020 | —  | — | — |                   | Sencillo que no forma parte del álbum |
| "Tap Tap"                                                                               | 2020 | —  | — | — |                   | Sencillo que no forma parte del álbum |
| "Cosa Nostra" (con 2.clock)                                                             | 2020 | —  | — | — |                   | Sencillo que no forma parte del álbum |
| "Coca"                                                                                  | 2020 | —  | — | — |                   | Demons No Angels (DNA)                |
| "Dangerous"                                                                             | 2021 | —  | — | — |                   | Sencillo que no forma parte del álbum |
| "Svävar"                                                                                | 2021 | —  | — | — |                   | Sencillo que no forma parte del álbum |
| "Cante"                                                                                 | 2021 | —  | — | — |                   | Sencillo que no forma parte del álbum |
| "CCTV"                                                                                  | 2021 | 25 | — | — | - GLF: Platino    | Sin City                              |
| "Tankar"                                                                                | 2021 | 36 | — | — | - GLF: Oro        | Sin City                              |
| "Bando"                                                                                 | 2021 | —  | — | — |                   | Sin City                              |
| "Woman"                                                                                 | 2022 | 23 | — | — |                   | Sencillo que no forma parte del álbum |
| "Regler (Blåset)"                                                                       | 2022 | 11 | — | — | - GLF: Platino    | Sencillo que no forma parte del álbum |
| "Say Less"                                                                              | 2022 | 47 | — | — |                   | Sencillo que no forma parte del álbum |
| "En chans" (con 23)                                                                     | 2022 | 13 | — | — | - GLF: Platino    | M.O.B                                 |
| "XXX (Bow Wow Wow)"                                                                     | 2022 | 63 | — | — | - GLF: Oro        | Sencillo que no forma parte del álbum |
| "M.O.B" (con 23)                                                                        | 2022 | 14 | — | — | - GLF: Platino    | M.O.B                                 |
| "Ghetto Psykos (GS)" (con sv)                                                           | 2023 | 21 | — | — | - GLF: Oro        | Sencillo que no forma parte del álbum |
| "G63"                                                                                   | 2023 | 2  | — | 6 | - GLF: 2× Platino | In Memory of Some Stand Up Guys       |
| "Catwalk"                                                                               | 2023 | —  | — | — | - GLF: Oro        | Sencillo que no forma parte del álbum |
| "Automatic"                                                                             | 2023 | 1  | 6 | 9 | - GLF: Oro        | In Memory of Some Stand Up Guys       |
| "Sista gång"                                                                            | 2024 | 1  | — | 4 |                   | Sencillo que no forma parte del álbum |
| "—" denota una grabación que no entró en las listas o no fue lanzada en ese territorio. |      |    |   |   |                   |                                       |

### Singles destacados
| Título                                       | Año  | Posiciones máximas en listas | Certificaciones | Álbum                           |
| Título                                       | Año  | SWE                          | Certificaciones | Álbum                           |
| -------------------------------------------- | ---- | ---------------------------- | --------------- | ------------------------------- |
| "Inkassera" (Robin Kadir con C.Gambino y 23) | 2023 | 9                            | - GLF: Platino  | Deja Vu                         |
| "Mentalité RMX" (Baby Gang con C.Gambino)    | 2023 | 7                            | - GLF: Oro      | In Memory of Some Stand Up Guys |
| "Saint Laurent" (Robin Kadir con C.Gambino)  | 2023 | 24                           | - GLF: Oro      | Deja Vu                         |

### Otras canciones registradas
| "Fastnat"                                                                         | 2021 | —  |               | Demons No Angels (DNA)                               |
| "Street" (Asme featuring C.Gambino)                                               | 2021 | 78 |               | Tusen flows                                          |
| "Rider"                                                                           | 2022 | 40 | GLF: Gold     | Sin City                                             |
| "ManyMen"                                                                         | 2022 | —  |               | Sin City                                             |
| "Skakar"                                                                          | 2022 | 91 | GLF: Gold     | Sin City                                             |
| "Ey Maria"                                                                        | 2022 | —  |               | Sin City                                             |
| "M5" (with 23)                                                                    | 2022 | 2  | GLF: Platinum | Sin City                                             |
| "Faller"                                                                          | 2022 | —  |               | Sin City                                             |
| "Tärningar" (with 23)                                                             | 2023 | 96 |               | M.O.B                                                |
| "Drill" (with 23)                                                                 | 2023 | 46 |               | M.O.B                                                |
| "Dreams" (with 23)                                                                | 2023 | 5  | GLF: Platinum | M.O.B                                                |
| "Man" (with 23)                                                                   | 2023 | 75 |               | M.O.B                                                |
| "No Go"                                                                           | 2023 | 80 |               | Silent Hills                                         |
| "Extend"                                                                          | 2023 | 15 |               | Silent Hills                                         |
| "Val d'Isère"                                                                     | 2023 | —  |               | Silent Hills                                         |
| "Who We Are"                                                                      | 2024 | 17 |               | In Memory of Some Stand Up Guys                      |
| "Rich H*es"                                                                       | 2024 | 32 |               | In Memory of Some Stand Up Guys                      |
| "Svar"                                                                            | 2024 | 1  |               | In Memory of Some Stand Up Guys                      |
| "TSM"                                                                             | 2024 | 20 |               | In Memory of Some Stand Up Guys                      |
| "Ma vie"                                                                          | 2024 | 53 |               | In Memory of Some Stand Up Guys                      |
| "Ey Mamma"                                                                        | 2024 | 61 |               | In Memory of Some Stand Up Guys                      |
| "Amsterdam"                                                                       | 2024 | 55 |               | In Memory of Some Stand Up Guys                      |
| "Akid"                                                                            | 2024 | 65 |               | In Memory of Some Stand Up Guys                      |
| "In Memory of Some Stand Up Guys"                                                 | 2024 | 51 |               | In Memory of Some Stand Up Guys                      |
| "Good & Bad"                                                                      | 2024 | —  |               | In Memory of Some Stand Up Guys (Private Collection) |
| "Diamanter"                                                                       | 2024 | 48 |               | In Memory of Some Stand Up Guys (Private Collection) |
| "Dör för dig" (acoustic)                                                          | 2024 | 9  |               | In Memory of Some Stand Up Guys (Private Collection) |
| "Kriminell"                                                                       | 2024 | 80 |               | In Memory of Some Stand Up Guys (Private Collection) |
| "Bella"                                                                           | 2024 | —  |               | In Memory of Some Stand Up Guys (Private Collection) |
| "—" denotes a recording that did not chart or was not released in that territory. |      |    |               |                                                      |